# Dinamička Bajesova mreža
Dinamička Bajesova mreža (DBN) je Bajesova mreža (BN) koja povezuje varijable jedne sa drugima u susednim vremenskim koracima.

## Istorija
Dinamička Bajesova mreža (DBN) se često naziva BN sa „dvostrukim presekom“ (2TBN) jer se u bilo kom trenutku u vremenu T vrednost promenljive može izračunati iz internih regresora i neposredne prethodne vrednosti (vreme T-1). DBN je razvio Pol Dagam tokom ranih 1990-ih na Odseku za medicinsku informatiku Univerziteta Stanford. Dagam je razvio DBN-ove kako bi objedinio i proširio tradicionalne linearne modele prostora stanja kao što su Kalmanovi filteri, linearni i normalni modeli predviđanja kao što je ARMA i jednostavni modeli zavisnosti kao što su skriveni Markovljevi modeli u opšte probabilističke reprezentacije i mehanizam zaključivanja za proizvoljne nelinearne vremenski zavisne domene.
Danas su DBN uobičajeni u robotici i pokazali su potencijal za širok spektar aplikacija za istraživanje podataka. Na primer, korišćeni su u prepoznavanju govora, digitalnoj forenzici, sekvenciranju proteina i bioinformatici. DBN je generalizacija skrivenih Markovljevih modela i Kalmanovih filtera.
DBN-ovi su konceptualno povezani sa probabilističkim Bulovim mrežama i mogu se, na sličan način, koristiti za modelovanje dinamičkih sistema u stabilnom stanju.

## Literatura
- Murphy, Kevin (2002). Dynamic Bayesian Networks: Representation, Inference and Learning. UC Berkeley, Computer Science Division.
- Ghahramani, Zoubin (1998). „Learning dynamic Bayesian networks”. Adaptive Processing of Sequences and Data Structures. Lecture Notes in Computer Science. 1387. стр. 168—197. CiteSeerX 10.1.1.56.7874 . ISBN 978-3-540-64341-8. doi:10.1007/BFb0053999.
- Friedman, N.; Murphy, K.; Russell, S. (1998). Learning the structure of dynamic probabilistic networks. UAI’98. Morgan Kaufmann. стр. 139—147. CiteSeerX 10.1.1.75.2969 .
- Shiguihara, P.; De Andrade Lopes, A.; Mauricio, D. (2021). „Dynamic Bayesian Network Modeling, Learning, and Inference: A Survey”. IEEE Access. doi:10.1109/ACCESS.2021.3105520 .

## Softver
- bnt на веб-сајту GitHub: the Bayes Net Toolbox for Matlab, by Kevin Murphy, (released under a GPL license)
- Graphical Models Toolkit (GMTK): an open-source, publicly available toolkit for rapidly prototyping statistical models using dynamic graphical models (DGMs) and dynamic Bayesian networks (DBNs). GMTK can be used for applications and research in speech and language processing, bioinformatics, activity recognition, and any time-series application.
- DBmcmc Архивирано на веб-сајту  (15. април 2012) : Inferring Dynamic Bayesian Networks with MCMC, for Matlab (free software)
- GlobalMIT Matlab toolbox at Google Code: Modeling gene regulatory network via global optimization of dynamic bayesian network (released under a GPL license)
- libDAI: C++ library that provides implementations of various (approximate) inference methods for discrete graphical models; supports arbitrary factor graphs with discrete variables, including discrete Markov Random Fields and Bayesian Networks (released under the FreeBSD license)
- aGrUM: C++ library (with Python bindings) for different types of PGMs including Bayesian Networks and Dynamic Bayesian Networks (released under the GPLv3)
- FALCON: Matlab toolbox for contextualization of DBNs models of regulatory networks with biological quantitative data, including various regularization schemes to model prior biological knowledge (released under the GPLv3)